# 罗丝·玛丽·孔帕雷
罗丝·玛丽·孔帕雷（法語：Rose Marie Compaoré，1958年11月13日—2020年3月18日），布基纳法索女性政治家。
孔帕雷是该国第二大政党进步与改革联盟的联合创始人。自2015年12月30日起，她担任国民议会议员，代表宗德韋奧戈省，同时兼任议会第二副主席。
2020年3月18日，她因感染2019冠状病毒病去世，时年62岁。她同时也是糖尿病患者。